# Ángeles Caso
Pour les articles homonymes, voir Caso (homonymie).
Ángeles Caso (Gijón, 16 juillet 1959) est une journaliste, romancière et traductrice espagnole.
Son père, José Miguel Caso González, était recteur et professeur de la Faculté de philologie de l'université d'Oviedo. 
Elle étudie la géographie et l'histoire, mais elle commence plus tard à travailler en tant que journaliste pour Panorama regional (Asturies). Elle a aussi travaillé pour la Fondation Prince des Asturies, l'Institut Feijoo des études du XVIIIe siècle de l'Université d'Oviedo et divers médias comme  Televisión Española, Cadena SER, Radio Nacional de España...

## Prix
- Finaliste Prix Planeta, El peso de las sombras, 1994.
- Prix Fernando Lara, Un largo silencio, 2000.
- Prix Planeta, Contra el viento, 2009[1],[2].

## Filmographie
- Telediario, TVE (1985-1986)
- La Tarde, TVE (1985-1986)
- Deseo (de Gerardo Vera, scénario) (2002)

## Œuvre
- Asturias desde la noche. 1988. Guía.
- Elisabeth, emperatriz de Austria-Hungría o el hada. 1993.
- El peso de las sombras. 1994. Finaliste Prix Planeta 1994.
- El inmortal. 1996, recueil : Érase una vez la paz.
- El mundo visto desde el cielo. 1997.
- El resto de la vida. 1998.
- El verano de Lucky. 1999.
- La trompa de los monos. 1999, recueil : Mujeres al alba
- La alegría de vivir. 1999, recueil : Hijas y padres
- Un largo silencio. 2000. V Premio Fernando Lara de novela.
- Giuseppe Verdi, la intensa vida de un genio. 2001. Biographie de Giuseppe Verdi.
- Las olvidadas, una historia de mujeres creadoras. 2005.
- Contra el viento.2009. Prix Planeta 2009.
- Donde se alzan los tronos. 2012
- Rahima Begum. 2013